# 1832
Il 1832 (MDCCCXXXII in numeri romani) è un anno bisestile del XIX secolo.

## Eventi
- Gennaio – L'isola Ferdinandea sprofonda a pochi giorni dalla sua emersione.
- 8 marzo – Un forte sisma del 10º grado della scala Mercalli distrugge gran parte dell'area nord-orientale della Calabria. Le vittime sono 235.
- 7 maggio – La Convenzione di Londra stabilisce le condizioni per l'indipendenza della Grecia, al termine della decennale guerra di indipendenza.
- 12 maggio – Al teatro la Cannobiana di Milano, prima dell'opera L'elisir d'amore di Gaetano Donizetti.
- 26 maggio –
- 5-6 giugno – Insurrezione repubblicana di Parigi: Sommosse popolari a Parigi durante i funerali del generale imperiale Jean Maximilien Lamarque, morto il 1º giugno a causa dell'epidemia di colera che imperversa nella città. L'insurrezione termina il 6 giugno, dopo un giorno e una notte di scontri sulle barricate.
- 21 luglio – Con il Trattato di Costantinopoli, l'Impero Ottomano accetta i termini della Convenzione di Londra: la Grecia diviene indipendente.
- 15 agosto – Roma: Papa Gregorio XVI pubblica la lettera enciclica Mirari Vos, sulla condanna delle tendenze innovatrici all'interno della Chiesa, delle richieste di abolizione del celibato del clero, delle richieste di divorzio, dell'indifferentismo, della libertà di coscienza, della libertà di stampa, della libertà politica come ribellione contro i príncipi.
- Novembre – A Torino si pubblicano Le mie prigioni di Silvio Pellico.
- 21 novembre – Bartolomea Capitanio e Vincenza Gerosa fondano a Lovere la congregazione delle Suore di Maria Bambina.
- 4 dicembre – A Firenze Giacomo Leopardi annota per l'ultima volta il suo Zibaldone di pensieri.
- New York si dota di una linea di tram a cavalli (Manhattan sud-Harlem).
- 23 Dicembre – Assedio di Anversa: Durante la rivoluzione belga i francesi, a supporto delle province del Sud, espugnano la città di Anversa, nelle Fiandre.

## Nati
Ci sono circa 410 voci su persone nate nel 1832; vedi la pagina Nati nel 1832 per un elenco descrittivo o la categoria Nati nel 1832 per un indice alfabetico.

## Morti

### Gennaio
- 2 gennaio - Girolamo Murari dalla Corte, letterato italiano (n. 1747)
- 11 gennaio - Jean-Claude Naigeon, pittore francese (n. 1753)
- 21 gennaio - Bohuslav Tablic, poeta, traduttore e pastore protestante slovacco (n. 1769)
- 22 gennaio - Mary Ludwig Hays McCauley, patriota statunitense (n. 1744)
- 26 gennaio - Alexander Cochrane, ammiraglio scozzese (n. 1758)
- 27 gennaio - Andrew Bell, prete scozzese (n. 1753)
- 28 gennaio - Augustin Daniel Belliard, generale francese (n. 1769)
- 29 gennaio - Bonaventura Gazola, cardinale e vescovo cattolico italiano (n. 1744)
- 30 gennaio - David August von Apell, compositore tedesco (n. 1754)
- 30 gennaio - Simon Heinrich Gondela, giurista tedesco (n. 1765)
- 30 gennaio - Artur Stanisław Potocki, nobile e ufficiale polacco (n. 1787)

### Febbraio
- 3 febbraio - George Crabbe, poeta inglese (n. 1754)
- 4 febbraio - Raffaele Mazio, cardinale italiano (n. 1765)
- 4 febbraio - François-Xavier-Marc-Antoine de Montesquiou-Fézensac, politico francese (n. 1757)
- 5 febbraio - Cesare Guerrieri Gonzaga, cardinale italiano (n. 1749)
- 9 febbraio - Christian von Haugwitz, giurista, politico e diplomatico prussiano (n. 1752)
- 16 febbraio - Tommaso Ferrero della Marmora, generale italiano (n. 1768)
- 20 febbraio - John White, chirurgo e botanico irlandese (n. 1756)
- 22 febbraio - Asensio Julià, pittore spagnolo (n. 1760)
- 25 febbraio - Giuseppe Boerio, funzionario, magistrato e giurista italiano (n. 1754)
- 28 febbraio - Luigi Chiarini, presbitero e orientalista italiano (n. 1789)

### Marzo
- 2 marzo - Jean-Baptiste-Denis Despré, giornalista, librettista e drammaturgo francese (n. 1752)
- 4 marzo - Jean-François Champollion, archeologo e egittologo francese (n. 1790)
- 4 marzo - Diego Naselli, ammiraglio e politico italiano (n. 1754)
- 10 marzo - Muzio Clementi, compositore, pianista e editore italiano (n. 1752)
- 12 marzo - Friedrich Kuhlau, compositore e pianista tedesco (n. 1786)
- 13 marzo - Aleksander Orłowski, pittore, litografo e incisore polacco (n. 1777)
- 14 marzo - Claude-François de Thiollaz, vescovo cattolico francese (n. 1752)
- 16 marzo - Anton Reinhard Falck, politico olandese (n. 1777)
- 17 marzo - Luisa Granito, poetessa e patriota italiana (n. 1769)
- 22 marzo - Johann Wolfgang von Goethe, scrittore, poeta e drammaturgo tedesco (n. 1749)
- 24 marzo - Maria Anna Carolina di Sassonia, sovrana italiana (n. 1799)
- 26 marzo - Corentin-Urbain Leissègues, ammiraglio francese (n. 1758)
- 29 marzo - Maria Teresa d'Austria-Este, nobildonna (n. 1773)
- 30 marzo - Stephen Groombridge, astronomo britannico (n. 1755)
- 30 marzo - Dora Stock, artista tedesca (n. 1760)

### Aprile
- 2 aprile - Ottavio Zollio, vescovo cattolico italiano (n. 1760)
- 3 aprile - Jean-Baptiste Gaye, politico francese (n. 1778)
- 6 aprile - Giustina Renier Michiel, scrittrice italiana (n. 1755)
- 8 aprile - Otto Henrik Nordenskiöld, ammiraglio svedese (n. 1747)
- 11 aprile - Emmanuel-Étienne Du Villard de Durand, economista svizzero (n. 1755)
- 13 aprile - Jacques Augustin, pittore francese (n. 1759)
- 16 aprile - Justus Christian Loder, chirurgo e anatomista tedesco (n. 1753)
- 18 aprile - Angelo Cesaris, gesuita e astronomo italiano (n. 1749)
- 19 aprile - André Laugier, chimico, farmacista e mineralogista francese (n. 1770)
- 22 aprile - Luigi Castiglioni, botanico e politico italiano (n. 1757)
- 22 aprile - Guillaume Guillon Lethière, pittore francese (n. 1760)
- 23 aprile - Ludwig Julius Caspar Mende, ginecologo tedesco (n. 1779)
- 24 aprile - Friedrich Gottlob Hayne, botanico e farmacista tedesco (n. 1763)

### Maggio
- 1º maggio - Mathieu-Augustin Cornet, politico francese (n. 1750)
- 2 maggio - Pierre-Yves Barré, commediografo e paroliere francese (n. 1749)
- 2 maggio - Antonio Francesco Campana, fisico e medico italiano (n. 1751)
- 9 maggio - Camillo II Borghese, nobile italiano (n. 1775)
- 13 maggio - Georges Cuvier, biologo e naturalista francese (n. 1769)
- 14 maggio - Edward Dodwell, pittore e viaggiatore irlandese (n. 1767)
- 15 maggio - Louise Elisabeth de Croÿ, scrittrice francese (n. 1749)
- 15 maggio - Carl Friedrich Zelter, compositore, direttore d'orchestra e scrittore tedesco (n. 1758)
- 16 maggio - Cesare Lucchesini, scrittore italiano (n. 1756)
- 16 maggio - Casimir Pierre Périer, politico e banchiere francese (n. 1777)
- 18 maggio - Bonifazio Asioli, compositore italiano (n. 1769)
- 18 maggio - José Joaquín Ferrer, astronomo, cartografo e matematico spagnolo (n. 1763)
- 19 maggio - Salvatore Sforza Cesarini, VII principe di Genzano, principe italiano (n. 1798)
- 22 maggio - Maria Carolina Ferdinanda d'Asburgo-Lorena, nobile austriaca (n. 1801)
- 22 maggio - Pierre-Antoine-Augustin de Piis, drammaturgo francese (n. 1755)
- 26 maggio - Jean-René Guitter detto Saint-Martin, ufficiale francese (n. 1772)
- 27 maggio - Jacques-Joseph de Cathelineau, ufficiale francese (n. 1787)
- 29 maggio - Johann Michael Sailer, teologo e vescovo cattolico tedesco (n. 1751)
- 31 maggio - Évariste Galois, matematico francese (n. 1811)
- 31 maggio - Carl Constantin Christian Haberle, botanico, meteorologo e farmacologo austriaco (n. 1764)

### Giugno
- 1º giugno - Alphonse de Beauchamp, storico francese (n. 1769)
- 1º giugno - Jean Maximilien Lamarque, generale francese (n. 1770)
- 1º giugno - Thomas Sumter, politico e generale statunitense (n. 1734)
- 3 giugno - Jean-Pierre Abel-Rémusat, orientalista, bibliotecario e sinologo francese (n. 1788)
- 5 giugno - Kaʻahumanu, regina (n. 1768)
- 6 giugno - Jeremy Bentham, filosofo, giurista e economista inglese (n. 1748)
- 9 giugno - Friedrich von Gentz, politico e diplomatico prussiano (n. 1764)
- 9 giugno - Franz Joseph Saurau, politico e diplomatico austriaco (n. 1760)
- 9 giugno - Semën Romanovič Voroncov, politico e diplomatico russo (n. 1744)
- 10 giugno - Manuel García, tenore, compositore e impresario teatrale spagnolo (n. 1775)
- 12 giugno - François-Jean Bralle, architetto e ingegnere francese (n. 1750)
- 12 giugno - Gian Estore Martinengo Colleoni, militare e diplomatico italiano (n. 1763)
- 12 giugno - Nikolaus Simrock, cornista e editore tedesco (n. 1751)
- 13 giugno - Giuseppe Lacedelli, pittore italiano (n. 1774)
- 15 giugno - René Richard Louis Castel, poeta, naturalista e politico francese (n. 1750)
- 17 giugno - Salvatore Fighera, compositore italiano (n. 1771)
- 21 giugno - Amalia d'Assia-Darmstadt, nobildonna (n. 1754)
- 24 giugno - Nicolas-Marie Gatteaux, medaglista e scultore francese (n. 1751)
- 26 giugno - Gaetano Santangelo, burattinaio italiano (n. 1782)

### Luglio
- 2 luglio - Charles-François-Jean-Baptiste Moreau de Commagny, drammaturgo, librettista e cantautore francese (n. 1783)
- 3 luglio - Manuel de Mier y Terán, generale messicano (n. 1789)
- 5 luglio - Andreas O'Reilly von Ballinlough, generale austriaco (n. 1742)
- 6 luglio - José de la Serna e Hinojosa, generale spagnolo (n. 1770)
- 7 luglio - Francesco Asdrubali, medico e chirurgo italiano (n. 1756)
- 16 luglio - Adrien-Hubert Brué, esploratore e cartografo francese (n. 1786)
- 20 luglio - François Joseph Bouvet de Précourt, ammiraglio francese (n. 1753)
- 22 luglio - Napoleone II di Francia,  francese (n. 1811)
- 23 luglio - Elizaveta Aleksandrovna Čerkasova, nobildonna russa (n. 1761)
- 23 luglio - Antoine Portal, medico e anatomista francese (n. 1742)
- 24 luglio - Henry Dillon, XIII visconte Dillon, politico e scrittore irlandese (n. 1777)
- 26 luglio - Éléonore Duplay,  francese (n. 1768)
- 26 luglio - Stephanie Dominikovna Radziwill, nobildonna polacca (n. 1809)
- 28 luglio - Antonio Pitaro, medico e scienziato italiano (n. 1767)
- 28 luglio - Rocco Torricelli, pittore svizzero (n. 1744)
- 30 luglio - Jean-Antoine Chaptal, chimico francese (n. 1756)

### Agosto
- 4 agosto - Étienne-Jean-François Borderies, vescovo cattolico, teologo e letterato francese (n. 1764)
- 4 agosto - Franz Seraph von Orsini-Rosenberg, generale austriaco (n. 1761)
- 5 agosto - Demetrio Ypsilanti, patriota e generale greco (n. 1793)
- 9 agosto - Abdul Rahman Muazzam Shah di Johor, sovrano malese
- 9 agosto - Giuseppe Curcio, compositore italiano (n. 1752)
- 11 agosto - Claude-Antoine Prieur-Duvernois, ingegnere e politico francese (n. 1763)
- 12 agosto - Giovanni Battista Zannoni, presbitero, letterato e archeologo italiano (n. 1774)
- 17 agosto - Pierre Daumesnil, generale francese (n. 1776)
- 23 agosto - Johann Georg Wagler, zoologo tedesco (n. 1800)
- 24 agosto - Nicolas Léonard Sadi Carnot, fisico, ingegnere e matematico francese (n. 1796)
- 25 agosto - Louis Jean-Baptiste Chéret, artista e incisore francese (n. 1760)
- 27 agosto - Giovanni Battista Palletta, medico italiano (n. 1748)
- 31 agosto - Antoine-Léonard Chézy, linguista e traduttore francese (n. 1773)
- 31 agosto - Everard Home, chirurgo, anatomista e paleontologo britannico (n. 1756)

### Settembre
- 2 settembre - Franz Xaver von Zach, astronomo ungherese (n. 1754)
- 5 settembre - John Ferguson, politico statunitense (n. 1777)
- 5 settembre - Johann Gottfried Langermann, psichiatra tedesco (n. 1768)
- 5 settembre - Sigismondo Nappi, pittore italiano (n. 1804)
- 6 settembre - Charles Meynier, pittore francese (n. 1768)
- 9 settembre - Charles Mathieu Isidore Decaen, generale francese (n. 1769)
- 9 settembre - Bernhard Klein, compositore tedesco (n. 1793)
- 13 settembre - Nezumi Kozō (n. 1797)
- 16 settembre - Alured Clarke, militare e politico britannico (n. 1744)
- 17 settembre - Francesco Carelli, numismatico, archeologo e antiquario italiano (n. 1758)
- 19 settembre - Juan Domingo de Monteverde, generale spagnolo (n. 1773)
- 21 settembre - Walter Scott, scrittore e poeta scozzese (n. 1771)
- 27 settembre - Karl Krause, filosofo tedesco (n. 1781)
- 28 settembre - Anton Maria Lamberti, scrittore e poeta italiano (n. 1757)

### Ottobre
- 6 ottobre - Benedetto Naro, cardinale italiano (n. 1744)
- 7 ottobre - Pierre-Athanase Chauvin, pittore francese (n. 1774)
- 12 ottobre - John Clark, politico e generale statunitense (n. 1766)
- 12 ottobre - Ivan Alekseevič Gagarin, politico, nobile e militare russo (n. 1771)
- 14 ottobre - Heinrich Meyer, pittore e critico d'arte svizzero (n. 1760)
- 14 ottobre - Elena Nikitična Trubeckaja, nobildonna russa (n. 1745)
- 18 ottobre - Vito Fedeli, patriota italiano (n. 1798)
- 20 ottobre - Pietro Buratti, poeta italiano (n. 1772)
- 28 ottobre - Jacques Mathieu Delpech, medico francese (n. 1777)
- 30 ottobre - Hyacinthe Hervouët de La Robrie, generale francese (n. 1771)
- 31 ottobre - Antonio Scarpa, medico, chirurgo e anatomista italiano (n. 1752)

### Novembre
- 3 novembre - John Leslie, matematico e fisico scozzese (n. 1766)
- 3 novembre - Nicolao Sottile, presbitero e scrittore italiano (n. 1751)
- 4 novembre - Bernhard Friedrich Thibaut, matematico tedesco (n. 1775)
- 8 novembre - Pietro Generali, compositore italiano (n. 1773)
- 10 novembre - Johann Gaspar Spurzheim, medico tedesco (n. 1776)
- 12 novembre - José Matías Delgado, politico e presbitero salvadoregno (n. 1767)
- 12 novembre - Barnaba Oriani, presbitero, matematico e astronomo italiano (n. 1752)
- 12 novembre - François Étienne de Rosily-Mesros, ammiraglio francese (n. 1748)
- 14 novembre - Charles Carroll, politico statunitense (n. 1737)
- 14 novembre - Rasmus Christian Rask, linguista e glottologo danese (n. 1787)
- 15 novembre - Jean-Baptiste Say, economista francese (n. 1767)
- 16 novembre - Giovanni Vincenzo Auna, magistrato italiano (n. 1756)
- 17 novembre - Luigi Ruffo Scilla, cardinale e arcivescovo cattolico italiano (n. 1750)
- 21 novembre - Edward F. Tattnall, politico statunitense (n. 1788)
- 29 novembre - Karl Asmund Rudolphi, fisiologo, zoologo e biologo svedese (n. 1771)

### Dicembre
- 12 dicembre - Girolamo Bagnasco, scultore italiano (n. 1759)
- 12 dicembre - Andrea Nozzari, tenore italiano (n. 1776)
- 15 dicembre - Ambrogio Maria Ghilini, nobile, generale e botanico italiano (n. 1756)
- 17 dicembre - Henry Blackwood, ammiraglio britannico (n. 1770)
- 17 dicembre - Francesco Luigi Gonzaga, nobile (n. 1763)
- 18 dicembre - Philip Freneau, poeta statunitense (n. 1752)
- 19 dicembre - Augustus Charles Pugin, architetto e disegnatore francese
- 21 dicembre - Luca Peroni, archivista italiano (n. 1745)
- 25 dicembre - Stefano Borson, presbitero, mineralogista e paleontologo italiano (n. 1758)
- 26 dicembre - Johann Heinrich Füssli, storico, politico e editore svizzero (n. 1745)
- 28 dicembre - Henry Conyngham, I marchese di Conyngham, nobile e politico britannico (n. 1766)
- 29 dicembre - Johann Friedrich Cotta, editore e politico tedesco (n. 1764)
- 31 dicembre - Adelaide Malanotte, contralto italiano (n. 1785)

### Senza giorno specificato
- Agatangelo I di Costantinopoli, arcivescovo ortodosso greco (n. 1769)
- Barthélémy Aréna, politico francese (n. 1753)
- Philibert Borie, medico e politico francese (n. 1759)
- Henry Boyd, letterato e traduttore irlandese (n. 1750)
- Pedro Campbell, militare e marinaio irlandese (n. 1782)
- Alexandre Henri Gabriel de Cassini, botanico e naturalista francese (n. 1781)
- Nicola De Laurentiis, pittore italiano (n. 1783)
- Hedvig Ulrika De la Gardie, nobildonna svedese (n. 1761)
- Philibert-Louis Debucourt, pittore e incisore francese (n. 1755)
- Luigi Del Buono, attore teatrale italiano (n. 1751)
- Rodolfo Fantuzzi, pittore italiano (n. 1779)
- David Fisher, attore teatrale inglese (n. 1760)
- James Hall, geologo scozzese (n. 1761)
- Marie-Jeanne Amélie Harlay, astronoma e scienziata francese (n. 1768)
- Joseph Hippolyte de Santo Domingo, storico e viaggiatore francese (n. 1785)
- József Koller, presbitero ungherese (n. 1745)
- Rita Luna, attrice teatrale spagnola (n. 1770)
- James Mackintosh, storico scozzese (n. 1765)
- Silvio Moretti, patriota italiano (n. 1772)
- Ghazi Mullah, imam, politico e guerrigliero russo (n. 1795)
- Hiyya Pontremoli, poeta, rabbino e scrittore turco
- Ignacio López Rayón, rivoluzionario messicano (n. 1773)
- Francesco Saverio Salfi, letterato, politico e librettista italiano (n. 1759)
- Kondratij Selivanov, religioso russo (n. 1730)
- Domenico Sestini, archeologo e numismatico italiano (n. 1750)
- Bernardo Tacca, scultore italiano (n. 1794)

## Calendario
| Calendario 1832 | Calendario 1832 | Calendario 1832 | Calendario 1832 | Calendario 1832 | Calendario 1832 | Calendario 1832 | Calendario 1832 | Calendario 1832 | Calendario 1832 | Calendario 1832 | Calendario 1832 | Calendario 1832 | Calendario 1832 | Calendario 1832 | Calendario 1832 | Calendario 1832 | Calendario 1832 | Calendario 1832 | Calendario 1832 | Calendario 1832 | Calendario 1832 | Calendario 1832 | Calendario 1832 | Calendario 1832 | Calendario 1832 | Calendario 1832 | Calendario 1832 | Calendario 1832 | Calendario 1832 | Calendario 1832 | Calendario 1832 | Calendario 1832 |
| --------------- | --------------- | --------------- | --------------- | --------------- | --------------- | --------------- | --------------- | --------------- | --------------- | --------------- | --------------- | --------------- | --------------- | --------------- | --------------- | --------------- | --------------- | --------------- | --------------- | --------------- | --------------- | --------------- | --------------- | --------------- | --------------- | --------------- | --------------- | --------------- | --------------- | --------------- | --------------- | --------------- |
|                 | 1               | 2               | 3               | 4               | 5               | 6               | 7               | 8               | 9               | 10              | 11              | 12              | 13              | 14              | 15              | 16              | 17              | 18              | 19              | 20              | 21              | 22              | 23              | 24              | 25              | 26              | 27              | 28              | 29              | 30              | 31              |                 |
| Gennaio         | Do              | Lu              | Ma              | Me              | Gi              | Ve              | Sa              | Do              | Lu              | Ma              | Me              | Gi              | Ve              | Sa              | Do              | Lu              | Ma              | Me              | Gi              | Ve              | Sa              | Do              | Lu              | Ma              | Me              | Gi              | Ve              | Sa              | Do              | Lu              | Ma              |                 |
| Febbraio        | Me              | Gi              | Ve              | Sa              | Do              | Lu              | Ma              | Me              | Gi              | Ve              | Sa              | Do              | Lu              | Ma              | Me              | Gi              | Ve              | Sa              | Do              | Lu              | Ma              | Me              | Gi              | Ve              | Sa              | Do              | Lu              | Ma              | Me              |                 |                 |                 |
| Marzo           | Gi              | Ve              | Sa              | Do              | Lu              | Ma              | Me              | Gi              | Ve              | Sa              | Do              | Lu              | Ma              | Me              | Gi              | Ve              | Sa              | Do              | Lu              | Ma              | Me              | Gi              | Ve              | Sa              | Do              | Lu              | Ma              | Me              | Gi              | Ve              | Sa              |                 |
| Aprile          | Do              | Lu              | Ma              | Me              | Gi              | Ve              | Sa              | Do              | Lu              | Ma              | Me              | Gi              | Ve              | Sa              | Do              | Lu              | Ma              | Me              | Gi              | Ve              | Sa              | Do              | Lu              | Ma              | Me              | Gi              | Ve              | Sa              | Do              | Lu              |                 |                 |
| Maggio          | Ma              | Me              | Gi              | Ve              | Sa              | Do              | Lu              | Ma              | Me              | Gi              | Ve              | Sa              | Do              | Lu              | Ma              | Me              | Gi              | Ve              | Sa              | Do              | Lu              | Ma              | Me              | Gi              | Ve              | Sa              | Do              | Lu              | Ma              | Me              | Gi              |                 |
| Giugno          | Ve              | Sa              | Do              | Lu              | Ma              | Me              | Gi              | Ve              | Sa              | Do              | Lu              | Ma              | Me              | Gi              | Ve              | Sa              | Do              | Lu              | Ma              | Me              | Gi              | Ve              | Sa              | Do              | Lu              | Ma              | Me              | Gi              | Ve              | Sa              |                 |                 |
| Luglio          | Do              | Lu              | Ma              | Me              | Gi              | Ve              | Sa              | Do              | Lu              | Ma              | Me              | Gi              | Ve              | Sa              | Do              | Lu              | Ma              | Me              | Gi              | Ve              | Sa              | Do              | Lu              | Ma              | Me              | Gi              | Ve              | Sa              | Do              | Lu              | Ma              |                 |
| Agosto          | Me              | Gi              | Ve              | Sa              | Do              | Lu              | Ma              | Me              | Gi              | Ve              | Sa              | Do              | Lu              | Ma              | Me              | Gi              | Ve              | Sa              | Do              | Lu              | Ma              | Me              | Gi              | Ve              | Sa              | Do              | Lu              | Ma              | Me              | Gi              | Ve              |                 |
| Settembre       | Sa              | Do              | Lu              | Ma              | Me              | Gi              | Ve              | Sa              | Do              | Lu              | Ma              | Me              | Gi              | Ve              | Sa              | Do              | Lu              | Ma              | Me              | Gi              | Ve              | Sa              | Do              | Lu              | Ma              | Me              | Gi              | Ve              | Sa              | Do              |                 |                 |
| Ottobre         | Lu              | Ma              | Me              | Gi              | Ve              | Sa              | Do              | Lu              | Ma              | Me              | Gi              | Ve              | Sa              | Do              | Lu              | Ma              | Me              | Gi              | Ve              | Sa              | Do              | Lu              | Ma              | Me              | Gi              | Ve              | Sa              | Do              | Lu              | Ma              | Me              |                 |
| Novembre        | Gi              | Ve              | Sa              | Do              | Lu              | Ma              | Me              | Gi              | Ve              | Sa              | Do              | Lu              | Ma              | Me              | Gi              | Ve              | Sa              | Do              | Lu              | Ma              | Me              | Gi              | Ve              | Sa              | Do              | Lu              | Ma              | Me              | Gi              | Ve              |                 |                 |
| Dicembre        | Sa              | Do              | Lu              | Ma              | Me              | Gi              | Ve              | Sa              | Do              | Lu              | Ma              | Me              | Gi              | Ve              | Sa              | Do              | Lu              | Ma              | Me              | Gi              | Ve              | Sa              | Do              | Lu              | Ma              | Me              | Gi              | Ve              | Sa              | Do              | Lu              |                 |